# Гуадіський собор
Гуаді́ський собо́р (ісп. Catedral de Guadix), або Катедра́льний собо́р Святої Марії Втілення (ісп. Catedral de Santa María de la Encarnación) — католицький катедральний собор в Іспанії, у місті Гуадіс. Головний храм Гуадіської діоцезії. Заснований у Х столітті. Збудований 1489 року. Перебудовувався в XVII—XVIII століттях. Культурне надбання Іспанії.

## Історія

### Заснування
За церковною легендою, перша церква була побудована на цьому місці в I столітті св. Торквато. Якщо це так, то в цьому місці виникла перша християнська громада в Іспанії.
Відомо, що в X столітті тут побудували церкву вестготи. Після військового захоплення міста церкву вестготів пристосували під мечеть.
Місто відвоювали іспанці у 1489 році й колишню мечеть пристосували під християнську церкву за настановою булли папи римського Іннокентія VIII. Запланували створення нового собору, але стародавні проекти відхилили.

### У XVI столітті
Будівництво розпочали за кардинала Авалоса. Новий проект створив архітектор Дієго Сілоам і будівництво розпочали 1549 року. До творів Дієго Сілоама належали частина ризниці, каплиця дона Тадео, абсида і частина нави. Каплиця дона Тадео зберігає риси архітектури доби Відродження. У 1574 році будівництво припинили через відсутність коштів.
Будівництво затягалось і до побудови храму залучили серед інших — Франсіско Ролдана та Франсіско Антеро. Дзвіниця була зведена братами Педро та Мігелем Фрейла і згодом стала символом міста.
Будівництво відновили через 20 років у 1594 році за сприяння єпископа Хуана де Фонсеки.

### Будівництво у добу бароко
Собор стояв недобудованим до кінця XVII століття. Будівництво відновили розраховуючи на допомогу короля Іспанії. Єпископу надіслали новий проект архітектора Антоніо Дельгадо. Архітектор припинив працю у місті, бо був відісланий у 1714 році у місто Хаен. Керівництво будівництвом перейшло до Вісенте Есеро, котрий почав міняти проект Дельгадо. Найсуттєвішим було керівництво Кайона де ла Вегі, котрий вибудував склепіння і купол. Кайон де ла Вега був переведений 1731 року у місто Кадіс, але головний фасад будували згідно з проєктом у стилі бароко.
Фасад собору вибудували архітектори Вісенте Асеро та Томас Ракхот, додавши нові деталі, не передбачені проєктом Кайона де ла Вегі.

## Галерея

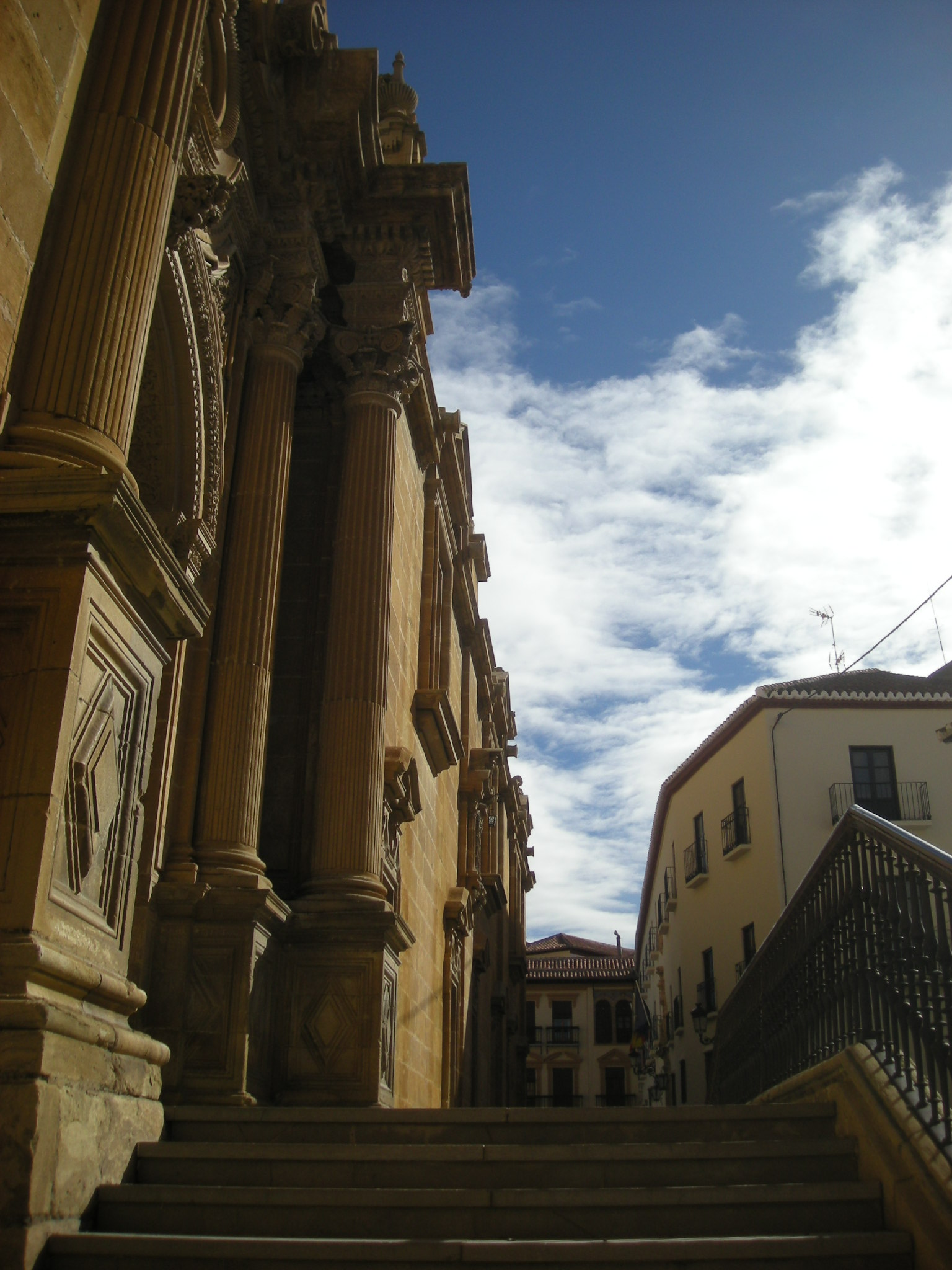
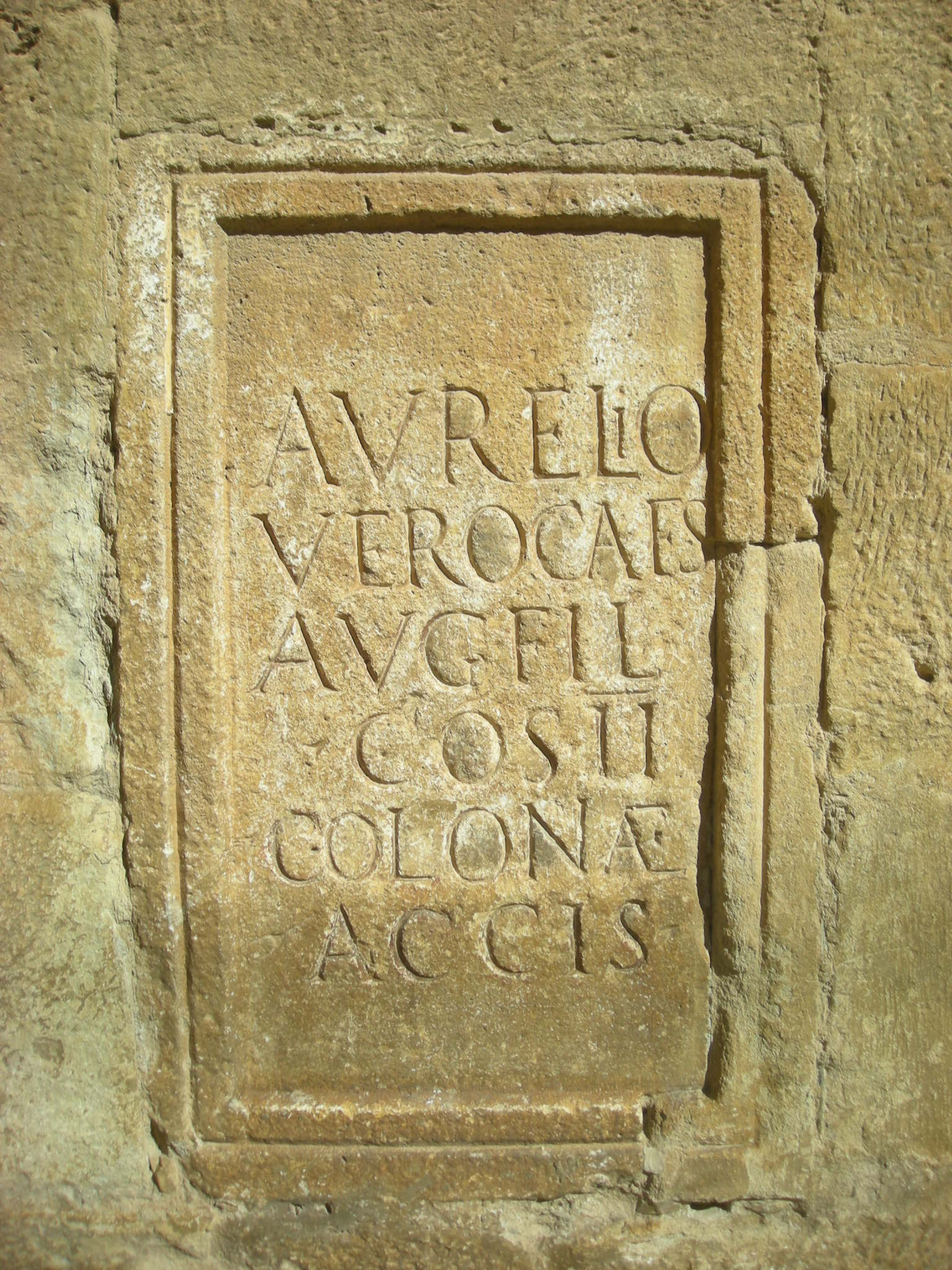
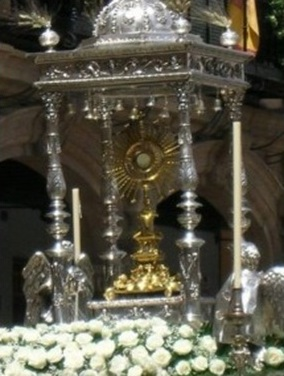
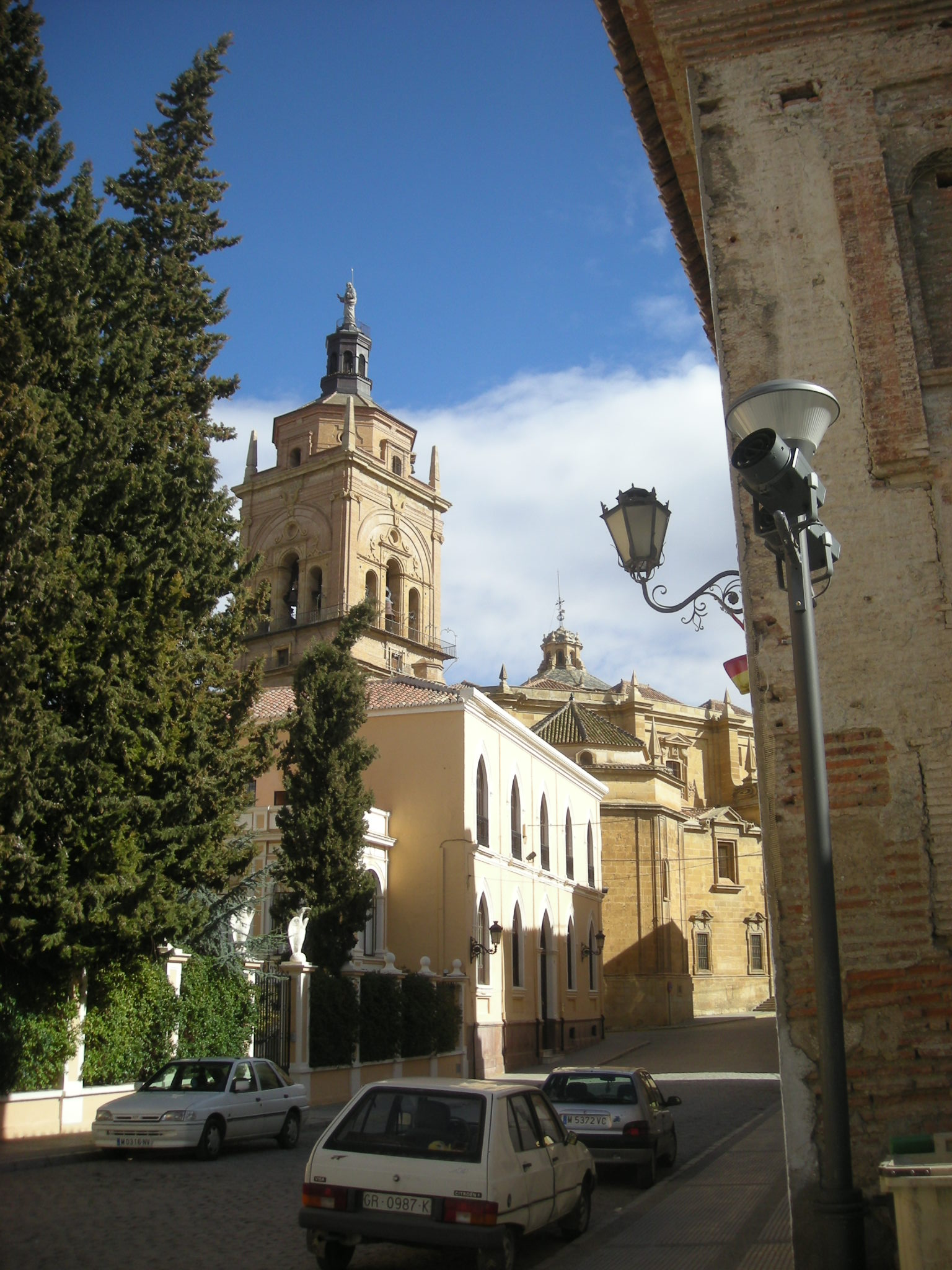
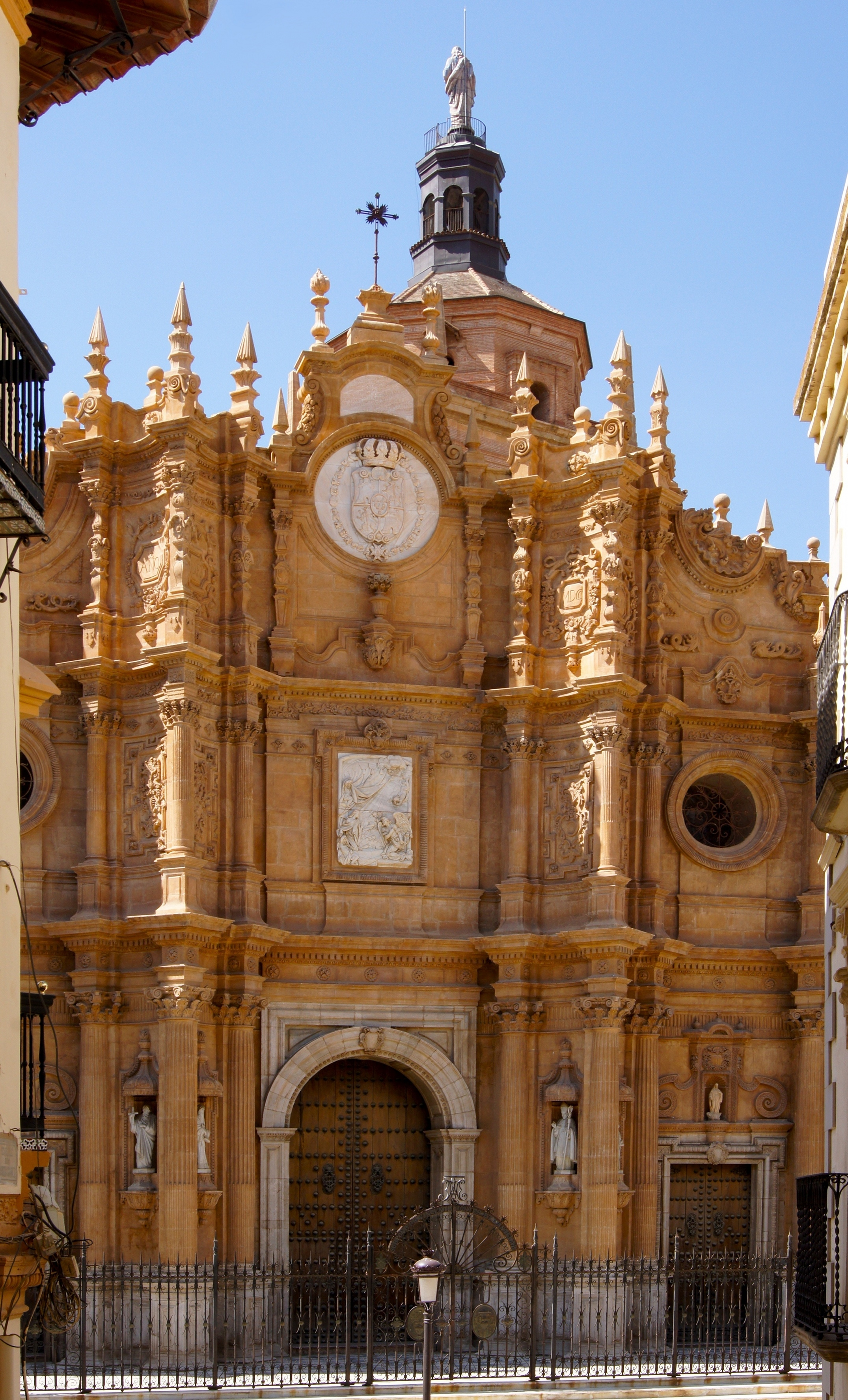
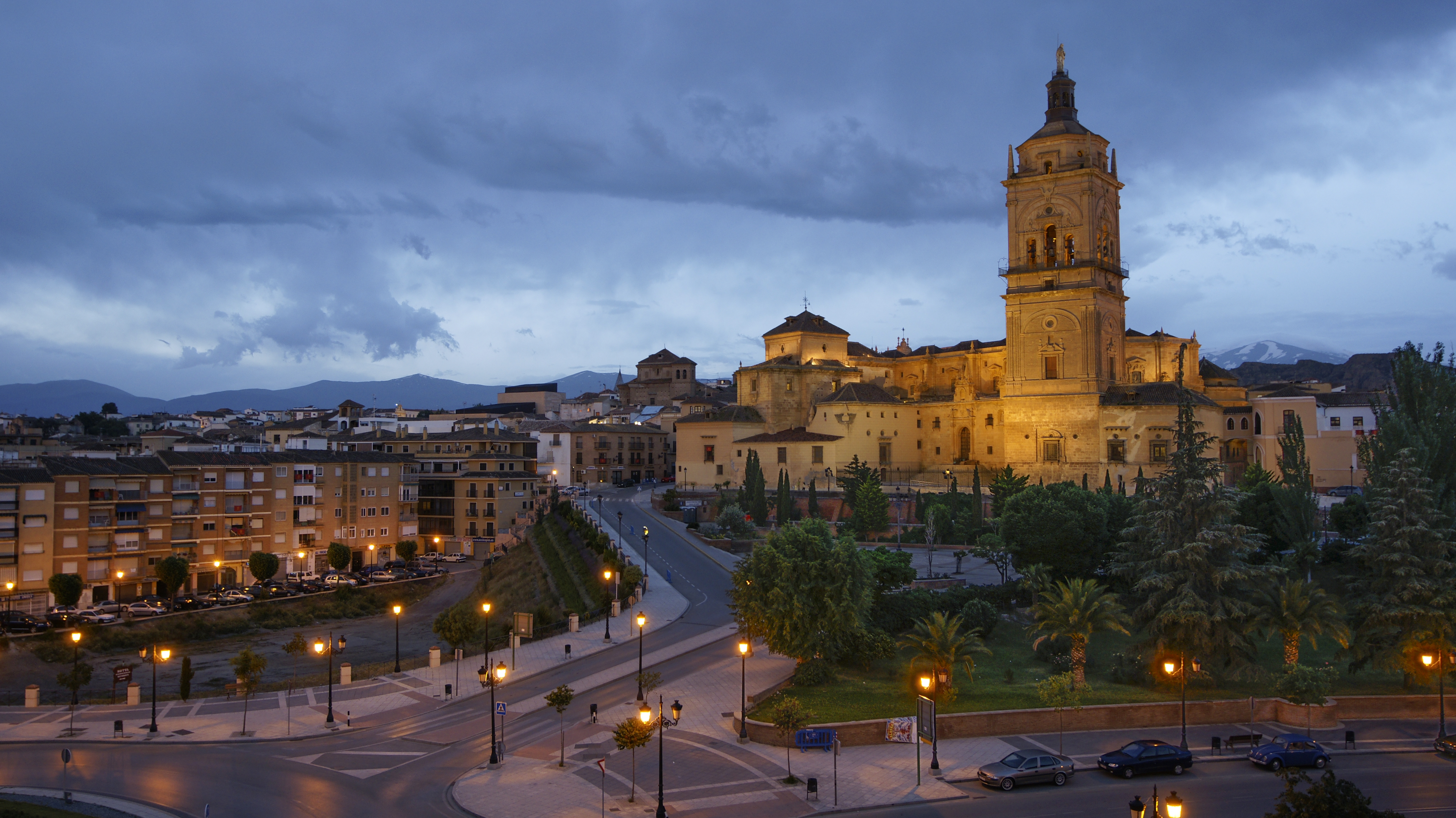
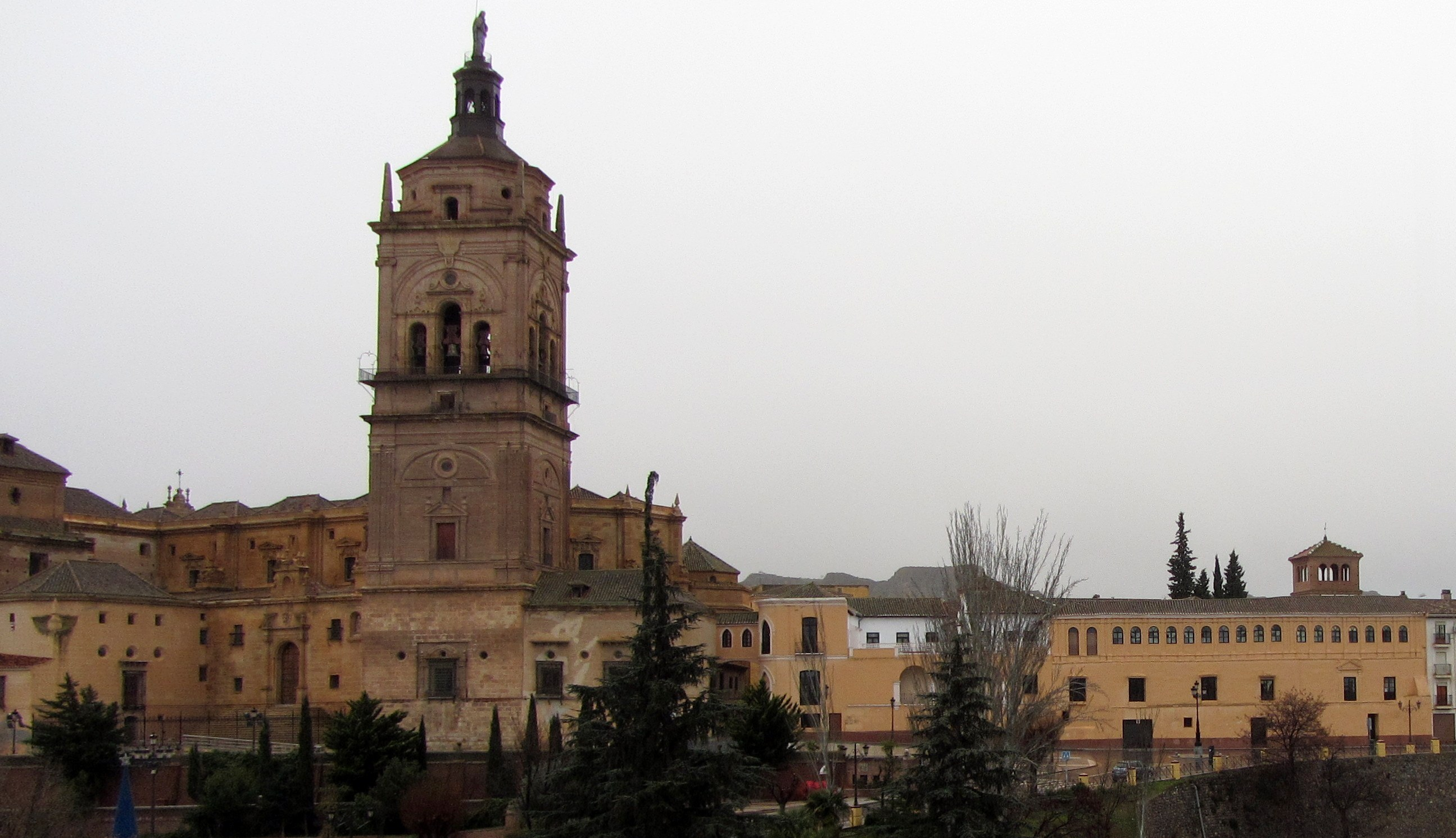
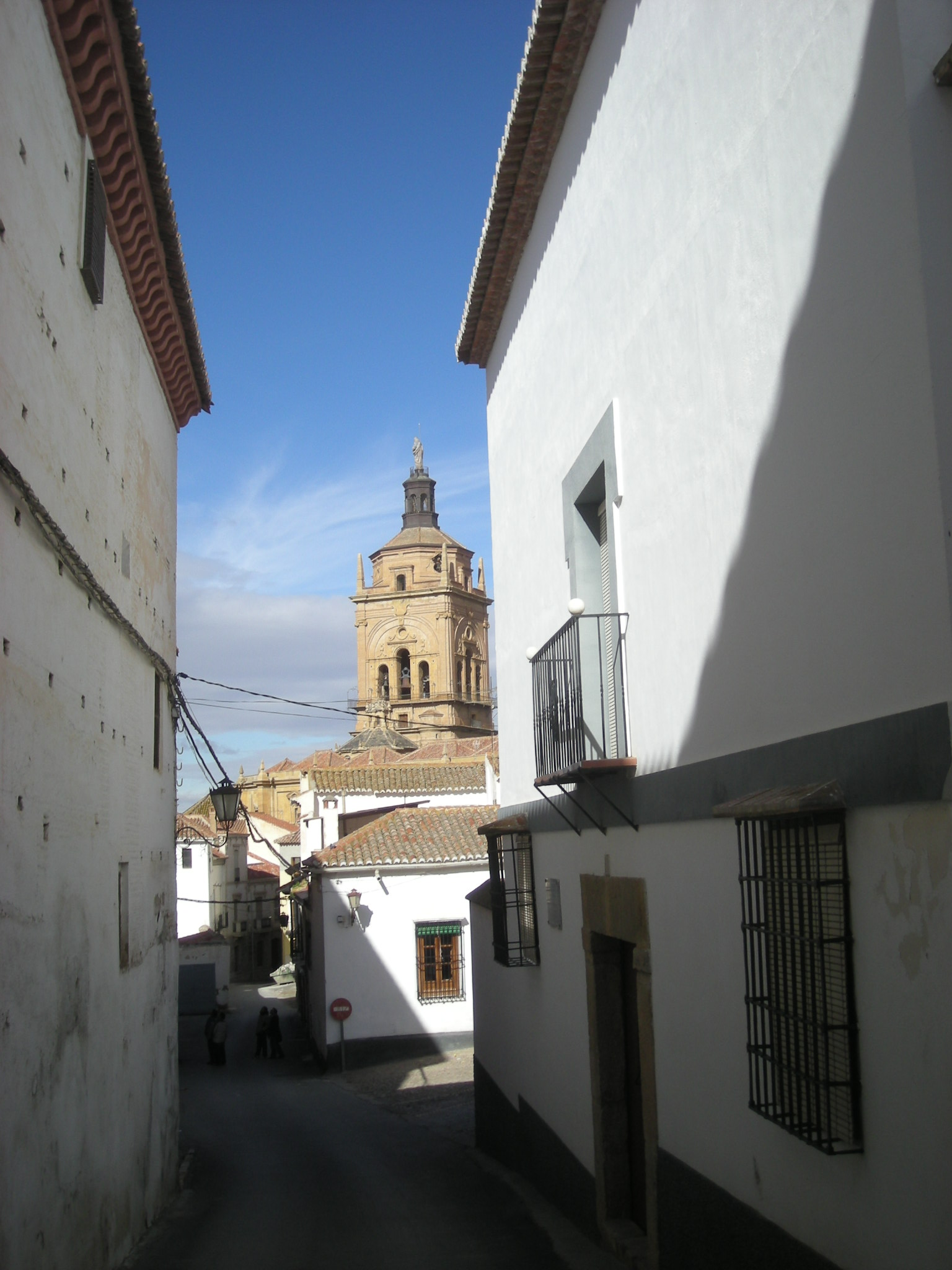
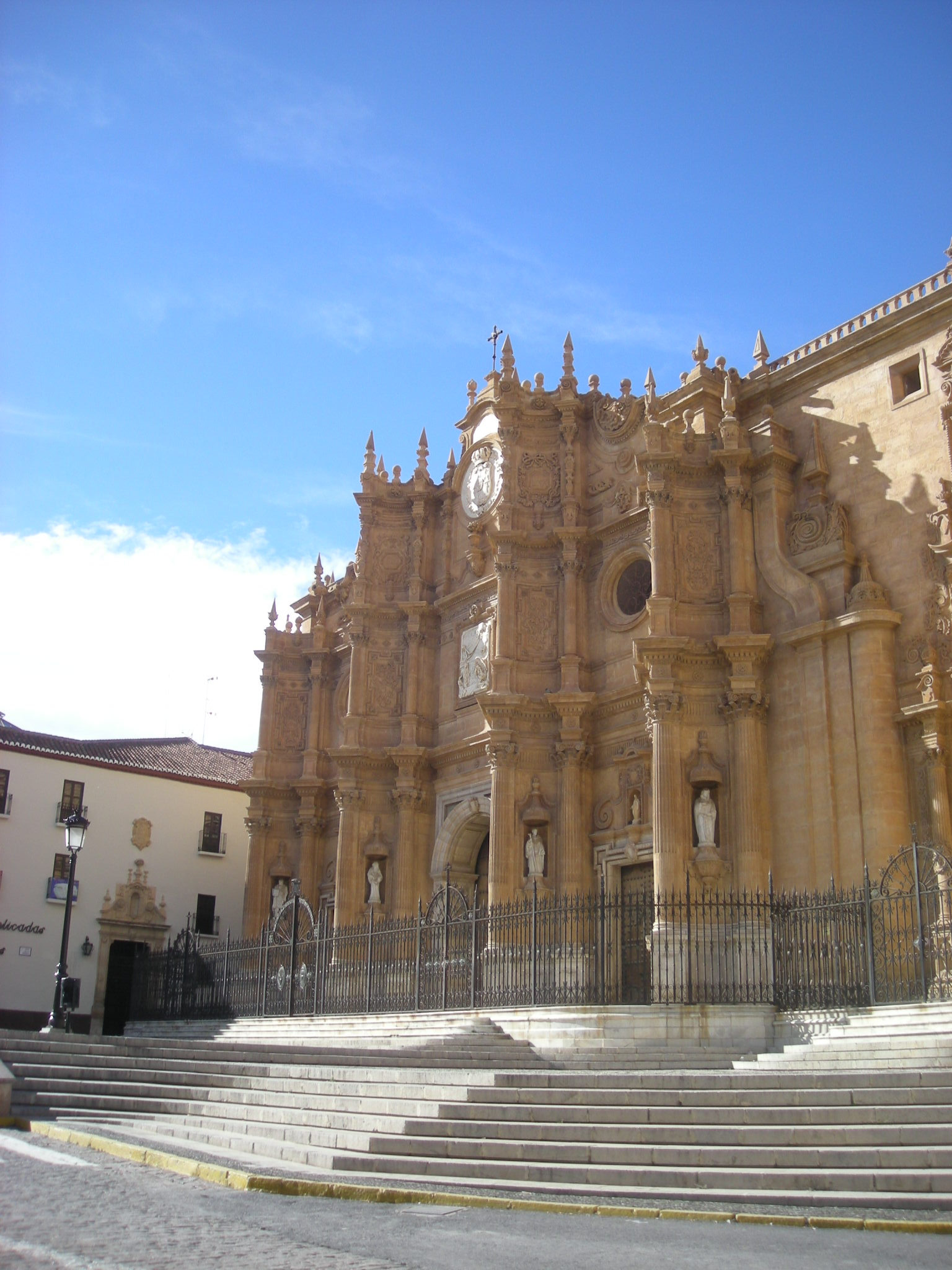